# 규암 의혜공주 태실
규암 의혜공주 태실은 충청남도 부여군 규암면에 있다. 2004년 12월 22일 부여군의 향토문화유산 제71호로 지정되었다.